# Villaperuccio
Villaperuccio (sardisk: Sa Baronìa) er en by og en kommune (comune) i provinsen Sud Sardegna i regionen Sardinien i Italien. Byen ligger i 68 meters højde og har 1.101 indbyggere (2016). Kommunen har et areal på 36,43 km² og grænser til kommunerne Narcao, Nuxis, Perdaxius, Piscinas, Santadi og Tratalias.